# Sabaneta, Santiago Rodríguez
Sabaneta är en kommun i Dominikanska republiken.   Den ligger i provinsen Santiago Rodríguez, i den nordvästra delen av landet, 170 km nordväst om huvudstaden Santo Domingo. Antalet invånare i kommunen är cirka 98 000.
Terrängen i Sabaneta är varierad.